# Avesta landsfiskalsdistrikt
Avesta landsfiskalsdistrikt var 1941–1964 ett landsfiskalsdistrikt i Kopparbergs län, bildat när Sveriges nya indelning i landsfiskalsdistrikt trädde i kraft den 1 oktober 1941, enligt kungörelsen den 28 juni 1941. Detta distrikt bildades genom delningen av Folkärna landsfiskalsdistrikt som hade bildats den 1 januari 1918 när Sveriges första indelning i landsfiskalsdistrikt trädde i kraft. Den 1 januari 1965 avskaffades i Sverige samtliga landsfiskaler och landsfiskalsdistrikt, och deras arbetsuppgifter delades upp på de nyskapade indelningarna polisdistrikt, åklagardistrikt och kronofogdedistrikt.
Landsfiskalsdistriktet låg under länsstyrelsen i Kopparbergs län.

## Ingående områden
När Sveriges nya indelning i landsfiskalsdistrikt trädde i kraft den 1 januari 1952 (enligt kungörelsen 1 juni 1951) ändrades distriktets omfattning.

### Från 1 oktober 1941
Folkare härad:
- Avesta stad
- Grytnäs landskommun
- Krylbo köping

### Från 1 januari 1952
- Avesta stad
- By landskommun
- Folkärna landskommun
- Grytnäs landskommun
- Krylbo köping